# Chemnitz-Kleinolbersdorf-Altenhain
Kleinolbersdorf-Altenhain ist der flächenmäßig zweitgrößte Stadtteil der Stadt Chemnitz. Die Dörfer Kleinolbersdorf und Altenhain bildeten bis zu ihrer Vereinigung am 1. April 1974 selbständige Gemeinden. Am 1. Januar 1997 wurde die vereinte Gemeinde Stadtteil von Chemnitz. Trotz einer angenäherten Verdopplung der Bevölkerung seit 1990 hat dieser Stadtteil bis heute seinen dörflichen Charakter behalten.

## Geografie
An die Fluren von Kleinolbersdorf-Altenhain grenzen die Stadtteile Euba, Einsiedel und Adelsberg sowie der Augustusburger Ortsteil Erdmannsdorf, der Gornauer Ortsteil Dittmannsdorf und der Amtsberger Ortsteil Dittersdorf. Der Stadtteil liegt im Naturraum Unteres Mittelerzgebirge. Außer im Westen ist es umschlossen vom Landschaftsschutzgebiet Augustusburg-Sternmühlental, in dem nördlich auch das Waldgebiet Schwarzwald liegt. Weit nach Süden vorgeschoben liegt die Siedlung „Ruhebank“ am „Schwarzen Holz“. Höchste Erhebungen sind der Adelsberg (508,4 m), der Hungersberg (441,1 m) und der Spitzberg (504,1 m). Bekanntheit über die Ortsgrenzen hinaus erlangte der Fußballplatz des SG Kleinolbersdorf-Altenhain e. V. in Altenhain als mit 6,70 m Höhenunterschied schiefster Sportplatz Deutschlands und genießen auch das Sternmühlental und das Gasthaus „Goldener Hahn“.
Einrichtungen:
- Kirche
- Gaststätte & Hotel
- Kindergarten „Waldameisen“
- Grundschule
- Friseur
- Freiwillige Feuerwehr
- Bäcker
- Physiotherapie

## Politik

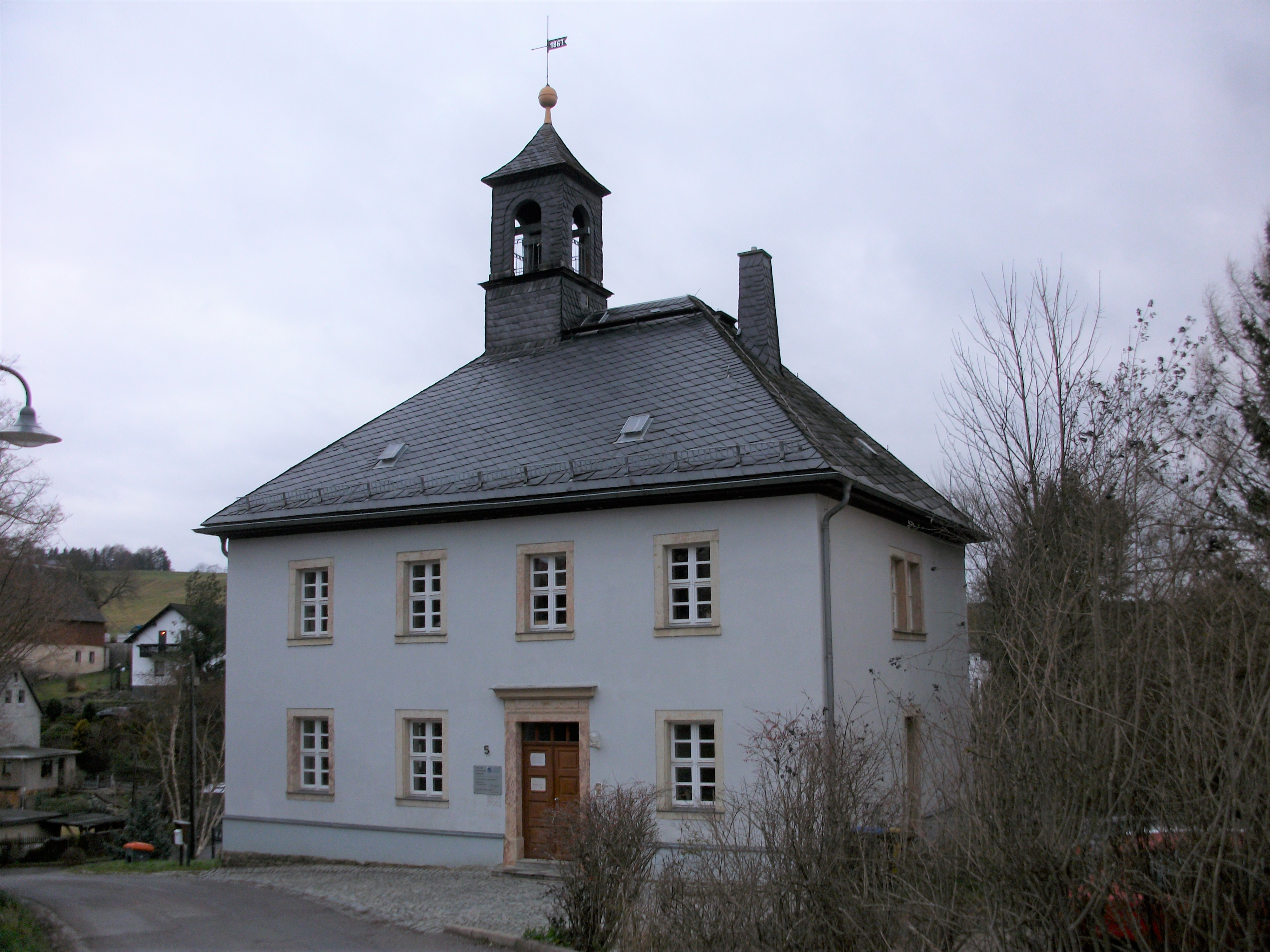
Ortschaftsverwaltung Kleinolbersdorf-Altenhain in Altenhain

| Ortschaftsratswahl Kleinolbersdorf-Altenhain 2019Wahlbeteiligung: 77,5 % 6050403020100 51,9 %34,1 %9,5 %4,6 % CDUFWVGrüneSPDGewinne und Verlusteim Vergleich zu 2014 %p 10 8 6 4 2 0 −2 −4 −6 −8−10−12−14−16−16,0 %p+8,8 %p+9,5 %p−2,3 %pCDUFWVGrüneSPD | Sitzverteilung im Ortschaftsrat Kleinolbersdorf-Altenhain seit 2019Insgesamt 8 Sitze - FWV: 3 - CDU: 5 |

## Geschichte

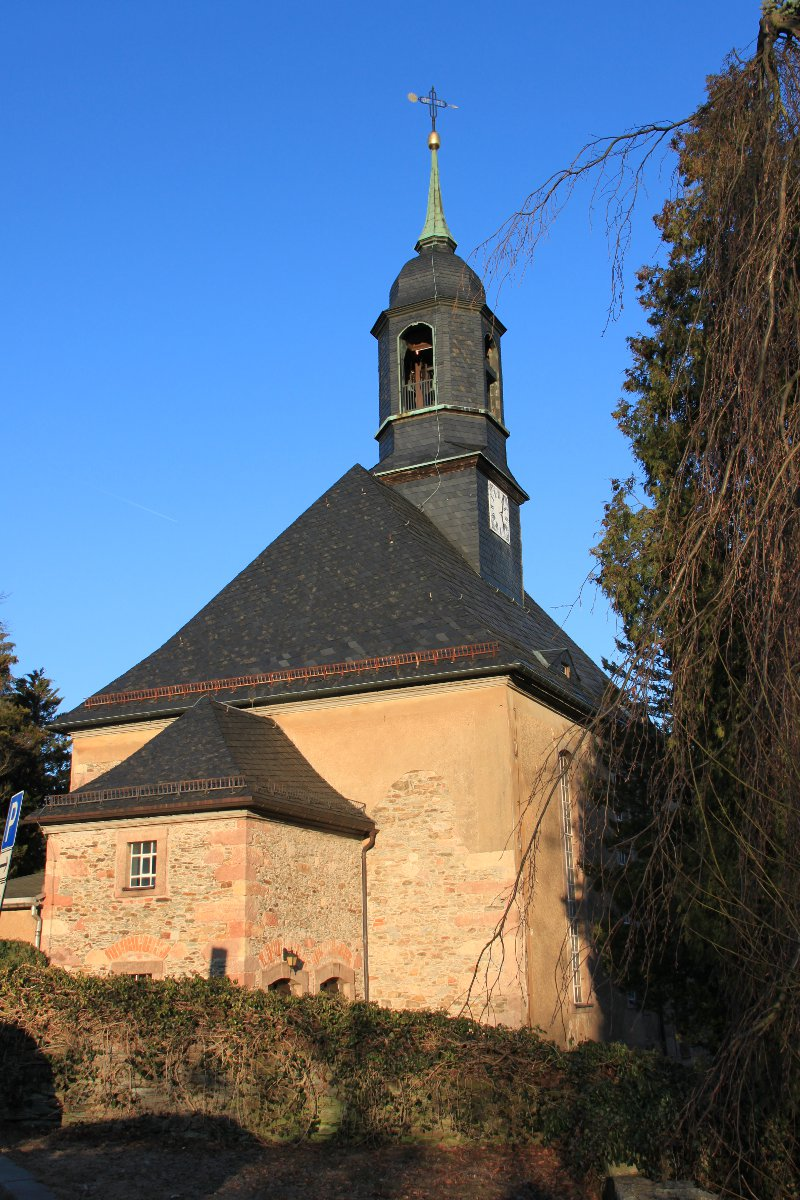
Kirche Kleinolbersdorf

### Kleinolbersdorf
Die erste Erwähnung stammt aus dem Jahre 1322, als Olbersdorf von den Herren von Schellenberg an das Kloster Chemnitz übertragen wurde. Nach Aufhebung der Klöster zur Zeit der Reformation gelangte der Ort unter die Aufsicht des landesherrlichen Amtes Chemnitz. Aus dem Jahre 1541 ist die Schreibweise Alberßdorf überliefert. Durch den Zusatz "Klein-" wurde es von anderen Orten gleichen Namens unterschieden.
In der Dorfmitte entstand 1789, nach einem Brand der bis dahin mehrfach umgebauten mittelalterlichen Kirche Kleinolbersdorf, der heutige Neubau. Neben etwa 20 Gütern existierten um 1830 26 Häuserstellen. Eine um 1900 bestehende Strumpffabrik beschäftigte 60, eine Möbelfabrik 20 Arbeitskräfte. Die größere Zahl der Arbeitskräfte ging in Chemnitzer Fabriken. In den 1970er Jahren arbeiten drei Viertel der Werktätigen in Chemnitz (damals Karl-Marx-Stadt).

#### Gaststätte „Sternmühle“

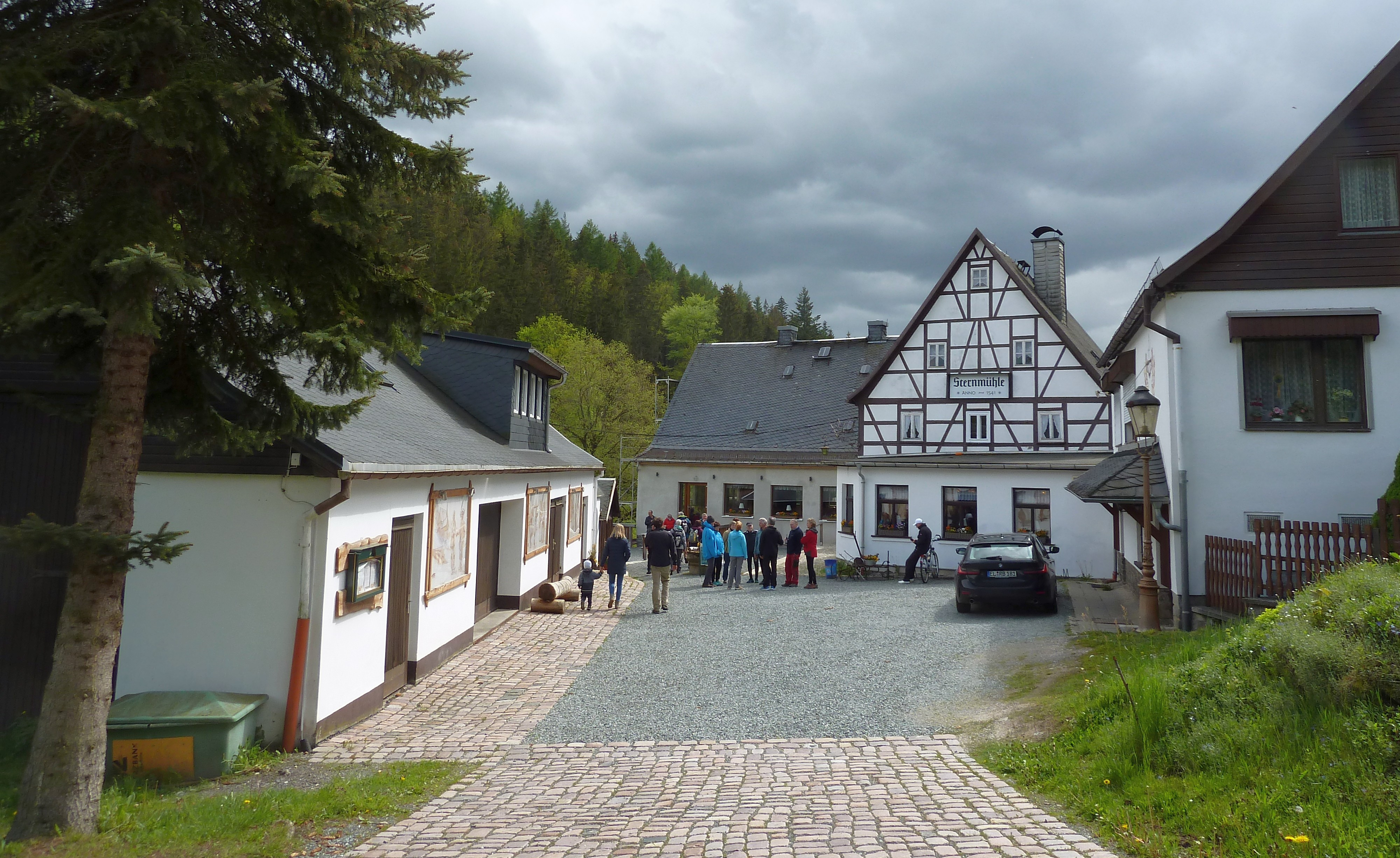
Sternmühle 2021

Bereits um 1540 ist von einer „Brettmühle“ im Schwarzbachtal – heute ist das Tal nach der „Sternmühle“ benannt  – die Rede. In ihr wurden aus Holzstämmen Bretter gesägt, aber auch schon damals wurde eine Bäckerei und eine Schankwirtschaft betrieben. Der offizielle Schankbetrieb begann im Jahre 1844, als der damalige Besitzer August Bergt für die nun „Sternmühle“ genannte Mühle die Schankkonzession erhielt. Bekannt ist die „Sternmühle“ unter anderem durch die von dem Grünaer Künstler Gerhard Franke gestaltete Fassade eines Seitengebäudes, in der die Geschichte des Gasthauses malerisch dargestellt wird.
Das bei den Chemnitzern beliebte Ausflugsziel ist vom Schwarzwald umgeben und ein Knotenpunkt zahlreicher Wanderwege.

### Altenhain
Altenhain wurde erstmals im Jahr 1317 als "Altenheyn" erwähnt, als "Ullrich von Ywan" die ihm gehörende Waldung von Altenhain an das Kloster Chemnitz verkaufte. 1331 schrieb man den Ortsnamen Aldenhayne. 1548 zählte es zu den Amtsdörfern des Amtes Chemnitz, welches aus dem säkularisierten Besitz des Klosters Chemnitz gebildet wurde. 1810 gab es 17, im Jahre 1902 noch 16 Bauerngüter mit einer Gesamtfläche von etwa 485 ha. Der Ort war seit 1539 stets nach Kleinolbersdorf gepfarrt, verfügt jedoch über eine Kapelle der Methodistengemeinde. Wirtschaftlich dominierte die Landwirtschaft, zeitweilig arbeitete auch eine Strumpffabrik. In der DDR-Zeit existierte der VEB Meßtechnik, welcher 30 Beschäftigte zählte sowie der 1972 gegründete VEB Gestellbau, welcher aus einer Möbelfabrik hervorging.

#### Gasthaus „Goldener Hahn“
Im oberen Teil Altenhains befindet sich in Richtung Zschopau das Gasthaus „Goldener Hahn“. Ein Altenhainer Lehnrichter erhielt 1738 die kurfürstliche Genehmigung den Fuhrmanns- und Ausspanngasthof „Alterhahn“ zu errichten. In diesem wurde 1798 eine Schmiedewerkstatt eingerichtet. Bis heute hat sich der Schankbetrieb erhalten und feierte 2013 das 375-jährige Bestehen. Eine Sage besagt, dass beim Einmarsch der Truppen Napoleons ein Hahn krähte und die Verteidigung weckte, was zur Folge hatte, dass die eindringenden Truppen besiegt werden konnten. Deswegen der Name Goldener Hahn.

## Gedenkstätten
Ein Gedenkstein an der Dorfstraße des Ortsteiles Kleinolbersdorf erinnert an den Sozialdemokraten und NS-Gegner Georg Hofmann, der ein Jahr nach den 1933 erlittenen Folterungen starb.

## Persönlichkeiten
- Johann Traugott Lohse (* 1760 in Altenhain; † 1836), Baumeister
- Christian Friedrich Uhlig (* 1774 in Altenhain; † 1848), Baumeister
- Jochen Wolf (* 1941 in Kleinolbersdorf; † 2022), Politiker (SPD)

## Verkehr
Die B 174 Chemnitz – Zschopau – Marienberg – Tschechien (Zschopauer Straße) grenzt an Kleinolbersdorf und Altenhain. Seit 2013 wurde der vierspurige Neubau der B174 auf dem Gemeindegebiet eröffnet.
Von Chemnitz-Bernsdorf nach Kleinolbersdorf-Altenhain führt die Buslinie 56 der CVAG. Die Buslinien 206 und 207 der RVE auf der Zschopauer Straße erschließen Randlagen und verbinden Olbernhau bzw. Marienberg mit dem Omnibusbahnhof in Chemnitz.

## Sehenswürdigkeiten
- Liste der Kulturdenkmale in Chemnitz-Kleinolbersdorf-Altenhain